# Gustavo Munizaga Varela
Gustavo Munizaga Varela fue un diplomático chileno.

## Biografía
Nació en la ciudad de Coronel el año de 1867, hijo de Domingo Munizaga Miranda y Lucinda Varela Rodríguez. Por el lado de su madre, descendía del conquistador de Chile Francisco de Aguirre. Estuvo casado con la mendocina Diana Suárez Lago, con quien tuvo cinco hijos.
Siguió la carrera de abogado, titulándose en 1887.
En 1898 fue cónsul general en Mendoza, luego en Amberes (1904) y El Callao (1909). En 1921, era cónsul general en Nueva York. Posteriormente fue cónsul general en el Reino Unido de Gran Bretaña e Irlanda, con sede en Liverpool.
En política, fue uno de los fundadores del Partido Liberal Democrático o balmacedista.